# Mopsechiniscus frenoti
Mopsechiniscus frenoti är en djurart som tillhör fylumet trögkrypare, och som beskrevs av Hieronymus Dastych 1999. Mopsechiniscus frenoti ingår i släktet Mopsechiniscus och familjen Echiniscidae. Inga underarter finns listade i Catalogue of Life.